# Bedő
Bedő è un comune dell'Ungheria di 307 abitanti (dati 2001). È situato nella contea di Hajdú-Bihar.